# أهاي (أسطورة)

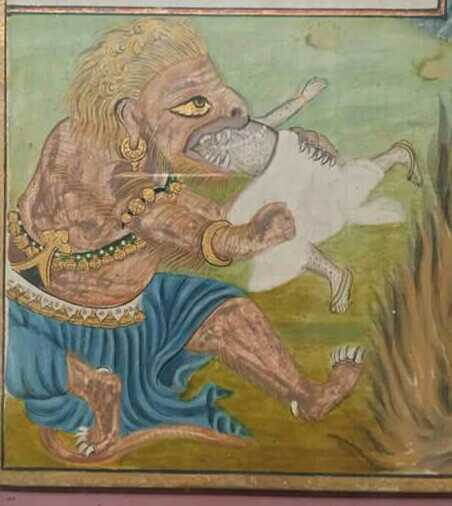
أهاي أو فريترا يحاول أكل إندرا

أهاي (بالإنجليزية: Ahi)‏ حسب الأساطير الهندوسية، هو شكل من أشكال الرب الأفعى. وكذلك توحد مع فريترا الذي قتله إندرا بصاعقته، مطلقا المياه المحجوزة التي حبسها «أهي» ووقف يحرسها. وهو اسم من أسماء التنين فریترا في الأساطير الفيدية، امتص صاعقة قضت عليه فتدفقت المياه من جوفه وسالت أنهارا.